# Fulvio Panzeri
Fulvio Panzeri (Renate, 19 febbraio 1957 – Desio, 25 ottobre 2021) è stato un critico letterario, saggista e poeta italiano.

## Biografia
Maestro elementare, pubblicò diversi lavori dedicati specialmente alle opere di Pier Vittorio Tondelli e Giovanni Testori e da critico militante si interessò alla "nuova narrativa italiana" sul finire degli anni Novanta. Scrisse sul settimanale Il Sabato, su La Provincia di Como e su Avvenire, contribuendo alla realizzazione - insieme a Roberto Righetto e Maurizio Cecchetti - dell'inserto culturale Gutenberg; collaborò con la rivista clanDestino fondata da Davide Rondoni. Nel 1979 vinse il premio di poesia "Gerla d'oro" con Alle nostre ombre. Visse nel comune brianzolo di Renate, dove fu anche presidente della biblioteca del paese e Assessore alla pubblica istruzione e cultura; nel 2016 il Comune lo insignì della Croce d'oro "per i suoi meriti negli ambiti giornalistico, pedagogico, culturale e politico".
È morto il 25 ottobre 2021: dal mese di agosto si trovava ricoverato all'ospedale di Desio in condizioni critiche per un arresto cardiaco.

## Opere

### Saggi
Critica letteraria
- Guida alla lettura di Pasolini, Milano, Mondadori, 1988. ISBN 88-0430-804-4.
- Paesaggi italiani, con Generoso Picone e Massimo Raffaeli; a cura di Angelo Ferracuti, Ancona, Transeuropa, 1993. ISBN 88-7828-094-1.
- Tondelli. Il mestiere di scrittore. Una conversazione-autobiografia, con Generoso Picone, Ancona, Transeuropa, 1994. ISBN 88-7828-095-X; Roma, Theoria, 1997; Milano, Bompiani, 2001.
- I nuovi selvaggi. Le condizioni del narrare oggi. Antologia dei nuovi narratori italiani - 1995 ricomincia il racconto, Rimini, Guaraldi, 1995. ISBN 88-8049-070-2.
- Senza rete. Conversazioni sulla «Nuova» narrativa italiana, Ancona, Pequod, 1999. ISBN 88-8741-809-8.
- Vita di Testori, Milano, Longanesi, 2003. ISBN 88-3042-059-X.

Storia locale
- Il lago inventato. Artisti in viaggio tra Lario e terra lombarda, con Gianfranco Colombo, Lecco, Periplo, 1989.
- Sulle strade del Lario, con Gianfranco Colombo, Como, La Provincia, 2005.

### Poesia
- Alle nostre ombre, Biella, Sandro Maria Rosso, 1979.
- Idee per tre poesie balenate a Fulvio Panzeri, Pisa, Stamperia Cursi, 1987.
- L'occhio della trota, Milano, Guanda, 2000. ISBN 978-88-8246-229-1.

### Scolastici e per bambini
- La palla blu rimbalza tra i giochi e i giocattoli dei personaggi di storie quasi vere, con Marisa Manacorda, Monza, Edizioni Arcobaleno, 1995. ISBN 88-0901-103-1.
- Il coccodrillo a pois e altre storie di animali nate nella fantasia e nella reinvenzione della realtà, con Marisa Manacorda, Monza, Edizioni Arcobaleno, 1995. ISBN 88-09-01101-5.
- La biblioteca in classe. Come proporre la lettura nella scuola elementare, Milano, Editrice Bibliografica, 1994. ISBN 9788870754582.
- Bravo chi legge. Progetto di educazione linguistica, con Luigi Ferraresso, Casale Monferrato, Piemme, 1998.
- Giocalibro. Percorsi di lettura per la scuola materna ed elementare, Milano, Editrice Bibliografica, 1998. ISBN 88-7075-495-2.
- Parolando. 39 schede per giocare con la lingua italiana, Milano, Nicola Milano, 2001. ISBN 88-4192-405-5.
- La biblioteca a scuola. Lettera a una giovane maestra, Milano, Editrice Bibliografica, 2015. ISBN 9788870758122.

### Curatele
- Racconta il tuo Dio, con Roberto Righetto, Milano, Mondadori, 1993. ISBN 88-04-36829-2.
- Salvacion. Gialli religiosi, con Roberto Righetto, Casale Monferrato, Piemme, 1996. ISBN 88-384-2419-5.
- I racconti dell'apocalisse, con Roberto Righetto, Torino, SEI, 1996. ISBN 88-05-05636-7.
- Altre storie. Inventario della nuova narrativa italiana fra anni '80 e '90, con Raffaele Cardone e Franco Galato, Milano, Marcos y Marcos, 1996. ISBN 88-7168-179-7.
- Il nome del santo, con Roberto Righetto, Cinisello Balsamo, San Paolo, 1998. ISBN 88-215-3576-2.
- "Qui sono le mie radici". La storia e le opere del Cardinale Dionigi Tettamanzi, con Elena Rigamonti, Comune di Renate, 1998.
- Geografia del sacro, con Alessandro Zaccuri, Ancona, Pequod, 2000. ISBN 88-87418-28-4.
- AA. VV., Studi per Tondelli. Le tesi di laurea e i saggi critici del Premio Tondelli 2001, Parma, Monte Università Parma, 2002. ISBN 88-88710-09-4.
- Paolo Papotti, Mattia Signorini, Dove comincia la strada. I racconti del premio Tondelli 2001, con Viller Masoni, Ravenna, Fernandel, 2002. ISBN 88-87433-30-5.
- Alfredo Sassi. Scultore ed educatore, con Elena Rigamonti, Comune di Renate, 2004.
- Juke-box novecento, con Alessandro Zaccuri, Ancona, Pequod, 2004. ISBN 88-87418-57-8.
- I luoghi dell'anima. In viaggio con i grandi scrittori, Novara, Interlinea, 2008. ISBN 978-88-8212-638-4.
- Playstation, caffettiere e altri racconti. Gli oggetti della nostra storia, con Roberto Righetto e Alessandro Zaccuri, Novara, Interlinea, 2009. ISBN 978-88-8212-629-2.
- Santuari, con Roberto Righetto, Torino, Lindau, 2010. ISBN 978-88-7180-885-7.
- Le strade dell'avventura, con Roberto Righetto, Roma, AVE, 2012. ISBN 978-88-8284-679-4.
- Giuseppe Pontiggia, Una lettera dal Paradiso. Storie di Natale, Novara, Interlinea, 2017. ISBN 978-88-6857-148-1.
- Metlicovitz a Ponte Lambro. Vita e opere di un grande illustratore, Comune di Ponte Lambro, 2014.

Biagio Marin
- Le litànie de la Madona, Vicenza, La Locusta, 1981.
- Fame di Dio. Lettere e ricordi, Vicenza, La Locusta, 1987.

Giovanni Testori
- Opere: 1943-1961, Milano, Bompiani, 1996. ISBN 88-452-2941-6.
- Opere: 1965-1977, Milano, Bompiani, 1997. ISBN 88-452-3529-7.
- Coro degli irreparabili. Topografie testoriane dalla «Città-civis» alla «Valle Assina», Biblioteca Comunale di Milano, 1997. ISBN 88-8526-226-0.
- Il Branda, Torino, Aragno, 2001. ISBN 88-8419-039-8.
- Amleto. Una storia per il cinema, Torino, Aragno, 2002. ISBN 88-8419-067-3.
- Il fabbricone, Milano, Mondadori ("Oscar"), 2002. ISBN 88-04-50791-8.
- Conversazione con la morte; Interrogatorio a Maria; Factum est, Milano, Rizzoli ("BUR"), 2003. ISBN 88-17-10810-3.
- Il ponte della Ghisolfa, Milano, Mondadori ("Oscar classici moderni"), 2003. ISBN 88-04-51447-7.
- I Promessi Sposi alla prova; La Monaca di Monza, Milano, Mondadori ("Oscar narrativa"), 2003. ISBN 88-04-52012-4.
- Nebbia al Giambellino, Milano, Mondadori ("Oscar narrativa"), 2004. ISBN 88-04-53266-1.
- La Gilda del Mac Mahon, Milano, Mondadori ("Oscar"), 2005. ISBN 88-04-53765-5.
- Un bambino per sempre. Meditazioni sul Natale, con Valerio Rossi, Novara, Interlinea, 2007. ISBN 978-88-8212-437-3.
- Davanti alla croce. Parola, arte e vita, Novara, Interlinea, 2011. ISBN 978-88-8212-756-5.
- I segreti di Milano, Milano, Feltrinelli, 2012. ISBN 978-88-07-53022-7.
- Cristo e la donna. Un inedito del 1943-1944, Novara, Interlinea, 2013. ISBN 978-88-8212-879-1.
- Opere/3: 1977-1993, Milano, Bompiani, 2013. ISBN 978-88-4526-564-8.
- Poesie scelte, Milano, Guanda, 2017. ISBN 978-88-2351-988-6.

Pier Vittorio Tondelli
- L'abbandono. Racconti dagli anni ottanta, Milano, Bompiani, 1993. ISBN 88-452-1981-X.
- Dinner Party, Milano, Bompiani, 1994. ISBN 88-452-2246-2.
- Biglietti agli amici, Milano, Bompiani, 1997. ISBN 88-452-3003-1.
- Opere - I. Romanzi, teatro, racconti, Milano, Bompiani, 2000. ISBN 88-452-4400-8.
- Opere - II. Cronache, saggi, conversazioni, Milano, Bompiani, 2001. ISBN 88-452-4438-5.
- Rimini. Il romanzo vent'anni dopo. 1985-2005, Rimini, Guaraldi, 2005. ISBN 88-8049-254-3.
- Riccione e la Riviera vent'anni dopo. 1985-2005, Rimini, Guaraldi, 2005. ISBN 88-8049-271-3.
- Rimini, Milano, Bompiani, 2015. ISBN 978-88-4527-997-3.
- Camere separate, Milano, Bompiani, 2016. ISBN 978-88-4528-300-0.
- Viaggiatore solitario. Interviste e conversazioni 1980-1991, Milano, Bompiani, 2021. ISBN 978-88-3010-940-7.

### Altro
Introduzioni, prefazioni e premesse
- Frank Sargeson, Uomini, Milano, Tranchida, 1997. ISBN 88-8003-225-9.
- Embrioni. Prime prove di scrittori, Milano, Edictions, 1998. ISBN 88-87376-00-X.
- Raul Montanari, Riccardo Ferrazzi, Il tempo, probabilmente, Literalia, 2000. ISBN 88-87064-05-9.
- Giuseppe Marchetti, Una grande innocenza, Parma, Monte Università Parma, 2003. ISBN 88-88710-32-9.
- I lunatici. 15 nuovi scrittori italiani, Parma, Monte Università Parma, 2006. ISBN 88-7847-105-4.
- Maria Zirilli, Quello che i figli non dicono, Parma, Monte Università Parma, 2010. ISBN 978-88-7847-263-1.
- AA. VV., Quello grande è bellissimo e altri racconti, con Guido Conti, Milano, Marcos y Marcos, 2011. ISBN 978-88-7168-603-5.
- Carlo Alberto Carutti, Viaggio ad Arles, Novara, Interlinea, 2014. ISBN 978-88-6857-008-8.

Postfazioni
- Giovanni Testori, Nebbia al Giambellino, Milano, Longanesi, 1995. ISBN 88-304-1272-4.
- Gilberto Severini, Feste perdute, Ancona, Transeuropa, 1997. ISBN 88-7828-078-X.
- Bianca Garavelli, Guerriero del sogno, Milano, La vita felice, 1997. ISBN 88-86314-73-6.
- Georges Bernanos, Un delitto, Milano, Guanda, 2006. ISBN 88-8246-742-2.
- Paola Gallerani, Questo quaderno appartiene a Giovanni Testori. Inediti dall'archivio, Milano, Officina Libraria - Fondazione Arnoldo e Alberto Mondadori, 2007. ISBN 978-88-89854-00-6.

Apparati, note e saggi
- Pier Vittorio Tondelli, Un weekend postmoderno. Cronache dagli anni Ottanta, Milano, Bompiani, 1990. ISBN 88-452-1658-6.
- Giampaolo Mascheroni, Come prima parola, Milano, La vita felice, 1994. ISBN 88-86314-27-2.
- Roberto Carnero, Lo spazio emozionale, Novara, Interlinea, 1998. ISBN 88-8212-144-5.
- Vito Punzi, L'angelo dei campanelli, Firenze, Edizioni della Meridiana, 2002. ISBN 88-87478-53-8.
- Giovanni Testori, Segno della gloria, Milano, Scheiwiller, 2002. ISBN 88-7644-337-1.
- Giovanni Testori, Il dio di Roserio, Milano, Mondadori ("Oscar narrativa"), 2002. ISBN 88-04-49964-8.
- Giovanni Testori. Parole e colori, a cura di Luigi Cavadini e Alain Toubas, Milano, Mazzotta, 2003. ISBN 88-202-1617-5.

## Premi e riconoscimenti
- 1979 – Premio di poesia "Gerla d'oro", con Alle nostre ombre[6]
- 1980 – Premio di poesia "Brianza Inedito", con Alle nostre ombre[9]
- 2016 – Croce d'oro del Comune di Renate[8]
- 2022 – Menzione speciale alla memoria al Premio Beato Talamoni - Provincia Monza e Brianza (3 ottobre 2022)[10]